# Coen, Queensland
Coen är en ort i Australien. Den ligger i kommunen Cook och delstaten Queensland, omkring 1 800 kilometer nordväst om delstatshuvudstaden Brisbane. Coen ligger 198 meter över havet och antalet invånare var 364 vid folkräkningen 2016.
Trakten är glest befolkad.